# Chanson catalane de Bonis
Pour les articles homonymes, voir Chanson catalane.
La Chanson catalane, op. 137, est une œuvre de la compositrice Mel Bonis, datant de 1931.

## Composition
Mel Bonis compose sa Chanson catalane pour voix moyenne et piano sur un texte anonyme, attribué à la compositrice, en 1931. Le manuscrit porte la mention « en instance chez Eschig ». L'œuvre est éditée à titre posthume chez Armiane.

## Analyse
Cette œuvre est de forme binaire à reprise : AA'BB', reprenant deux mêmes strophes musicales sur un texte différent.

## Sources
- Étienne Jardin, Mel Bonis (1858-1937) : parcours d'une compositrice de la Belle Époque, 2020 (ISBN 978-2-330-13313-9 et 2-330-13313-8, OCLC 1153996478, lire en ligne)